# Laülf
Laülf fou bisbe de Barcelona en dates properes compreses entre el 689 i després del 694. Apareix com a vicari enviat pel bisbe Idali al XIII Concili de Toledo (683), quan era el seu diaca, càrrec que el posicionaria com a successor d'aquest a la seu de Barcelona. En virtut a l'ordre de precedència en les actes dels primers concilis als que assistí com a bisbe, Flórez estima l'arribada al càrrec cap al 689. Sigui quina sigui la data precisa en què assumí el càrrec, apareix com a bisbe signatari de les actes del XVI Concili de Toledo (693).
Any i mig més tard també assistí al XVII Concili de Toledo celebrat el 9 de novembre de 694 junt a seixanta prelats més. Flórez suposa la seva assistència al XVIII Concili de Toledo, darrer abans de la conquesta omeia d'Hispània. Flórez esmenta que Diago introdueix diversos bisbes successors de Laülf (Gerard, Berenguer i Guillem), tanmateix Flórez els descarta per no tenir noms d'arrel goda i l'absència de documents que n'avalin l'existència.